# The Claw
Pour plus de détails, voir Fiche technique et Distribution.
The Claw est un film américain de Sidney Olcott, sorti en 1927 aux États-Unis avec Claire Windsor et Norman Kerry dans les rôles principaux.

## Synopsis
Arrivé en Afrique pour s'occuper de la gestion des bien immobiliers de sa famille, Maurice Stair va faire la connaissance d'une jeune femme qui ne le laisse pas indifférent.

## Fiche technique
- Réalisation : Sidney Olcott
- Scénario : Charles A. Logue d'après un ouvrage homonyme de Cynthia Stockley
- Production : Carl Laemmle
- Directeur de la photo : John Stumar
- Montage : Ted J. Kent
- Longueur : 5 252 pieds, 6 bobines
- Date de sortie : États-Unis 12 juin 1927 (New York)
- Distribution : Universal Pictures
- Licence : 20 avr 1927; LP23883

## Distribution
- Norman Kerry : Maurice Stair
- Claire Windsor : Deirdre Saurin
- Arthur Edmund Carewe : Maj Anthony Kinsella
- Tom Guise : Marquis de Stair
- Helene Sullivan : Judy Saurin
- Nelson McDowell : Scout MacBourney
- Larry Steers : Capitaine Rockwood
- J. Gordon Russell : conducteur de train
- Maryta Bonilla : Saba Rockwood
- Jacques d'Auray : Richard Saurin
- Pauline Neff : Nonie Valetta
- Bertram Johns : Dr Harriatt
- Billie Bennett : Mme Harriatt
- Annie Ryan : Mme MacBourney
- Dick Sutherland : Chef Loguenbuela

## Anecdotes
Le film a été tourné aux studios Universal à Universal City. Il n'est pas, semble-t-il, sorti en France.